# فرانك بي. سالزبوري
فرانك بي. سالزبوري (بالإنجليزية: Frank B. Salisbury)‏ هو عالم نبات أمريكي، ولد في 1926، وتوفي في 26 ديسمبر 2015.